# Ларч Веј (Вашингтон)
Ларч Веј (енгл. Larch Way) насељено је место без административног статуса у америчкој савезној држави Вашингтон.

## Демографија
По попису из 2010. године број становника је 3.318.
| Група             | 2000.    | 2010.         |
| Белци             | 0 (0,0%) | 1.820 (54,9%) |
| Афроамериканци    | 0 (0,0%) | 89 (2,7%)     |
| Азијати           | 0 (0,0%) | 1.108 (33,4%) |
| Хиспаноамериканци | 0 (0,0%) | 136 (4,1%)    |
| Укупно            | 0        | 3.318         |